# Relaciones Albania-Japón
Las relaciones Albania-Japón hacen referencia a los lazos bilaterales entre Albania y Japón. El embajador de Japón en Roma esta acreditado para Albania, mientras que un consulado honorario en Tirana ayuda a los intereses japoneses en Albania, este último tiene una embajada en Tokio.

## Historia

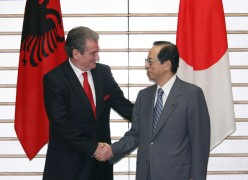
El primer ministro de Albania, Sali Berisha (izquierda), y su homólogo Yasuo Fukuda (derecha), en la residencia oficial del representante nipón en Tokio el 5 de febrero de 2008.

Las relaciones diplomáticas se establecieron en abril de 1922 con el reconocimiento del nuevo estado independiente albanés de Japón. El 20 de junio de 1930 se firmó el Primer Tratado Comercial entre los dos países. En 1935 el Reino de Albania abrió el Consulado Honorario en Osaka. Después de la Segunda Guerra Mundial, las relaciones se congelaron y se restablecieron en marzo de 1981. En diciembre de 2005 se inauguró la Embajada de la República de Albania en Tokio y en marzo de 2016 el Gobierno japonés adoptó la decisión de abrir la Embajada en Tirana (Apertura oficial en enero de 2017).

## Relaciones económicas
Albania considera a Japón como uno de los socios comerciales más importantes en el Lejano Oriente. Han firmado muchos acuerdos bilaterales, que consisten principalmente en ayudar al desarrollo futuro de la economía albanés.
Comercio de Albania con Japón:
- Exportaciones a Japón desde Albania: ¥ 153 millones
- Importaciones de Japón a Albania: ¥ 252 millones

## Ayuda japonesa al desarrollo
La ayuda oficial al desarrollo de Japón a Albania asciende a 25 278 millones de yenes en total, o aproximadamente 179 millones de euros (desde mayo de 2014).
- Asistencia de subvención: 4,98 millones de yenes
  - Préstamos en Yen: 18.092 millones de yenes
  - Cooperación Técnica: 2.206 millones de yenes[2]

## Otros acuerdos bilaterales
Los dos países han firmado más de 15 acuerdos bilaterales y la mayoría de ellos se centran en el desarrollo de la economía de Albania. En septiembre de 2007 se llegó a un acuerdo sobre la supresión de visados de pasaportes diplomáticos con Japón y entró en vigor el 10 de diciembre de 2007.